# Ludwig Sitter
Ludwig Sitter (* 1919 in Oslip im Burgenland, Österreich; † 3. Dezember 2007 in Peru) war ein österreichischer Psychologe und Missionar.

## Leben
Sitter studierte Psychologie und ging mit seiner Gattin Sara 1940 nach Lima. Von dieser Zeit an arbeitete er in den Slums der peruanischen Hauptstadt. Seine Sorge galt vor allem den bedürftigen Familien. Außerdem war er als Psychologe an der theologischen Fakultät der Universität Lima beschäftigt.
1989 wurde der Burgenlandkroate mit dem Erzbischof-Oscar-Romero-Preis der Katholischen Männerbewegung ausgezeichnet.